# Goniosoma badium
Goniosoma badium is een hooiwagen uit de familie Gonyleptidae.